# Overshoot
Overshoot alatt azt értjük, hogy a kerek vagy a csúcsos betűk (mint az O vagy az A) hány százalékkal lépi túl a bázisvonalat és a kapitális magasságot, hogy optikailag egy magas legyen a lapos betűkkel (mint amilyen az X vagy a H).